# Salverino De Vito
Salverino De Vito (ur. 24 stycznia 1926 w Bisaccii, zm. 12 grudnia 2010 w Avellino) – włoski polityk i nauczyciel, długoletni senator, w latach 1983–1987 minister.

## Życiorys
Z zawodu nauczyciel. Przystąpił do Chrześcijańskiej Demokracji, w ramach której reprezentował frakcję Ciriaca De Mity. Był radnym prowincji Avellino i działaczem federacji rzemieślniczej. W 1968 został wybrany w skład Senatu. Sześciokrotnie z powodzeniem ubiegał się o reelekcję, wchodząc w skład wyżej izby włoskiego parlamentu do 1994 jako senator V, VI, VII, VIII, IX, X i XI kadencji. Od sierpnia 1983 do kwietnia 1987 był ministrem bez teki w trzech gabinetach, którymi kierowali Bettino Craxi i Amintore Fanfani. Powierzono mu w każdym z tych rządów kwestie dotyczące sytuacji nadzwyczajnych w Mezzogiorno. W 1994, po rozpadzie chadecji, dołączył do frakcji Włoskiej Partii Ludowej.